# Baba O'Riley
„Baba O'Riley“ je skladba britské skupiny The Who složená kytaristou Petem Townshendem z alba Who's Next. Roger Daltrey zpívá většinu skladby a Townshend zpívá zhruba v polovině verše „Don't cry/don't raise your eye/it's only teenage wasteland“. Název skladby je odvozen od jmen filozofických a hudebních osobností Mehera Baby a Terry Rileyho.
Známá pro svou inovativní fúzi hard rockového zvuku The Who a Townshendovu elektronickému hudebnímu experimentování, a riff s opakováním akordů F-C-B.

## Historie
Pete Townshend původně napsal Baba O'Riley pro jeho projekt Lifehouse, rockovou operu, která měla následovat operu The Who - Tommy (1969).
Townshend skladbu odvodil z jeho experimentálního nahrávání varhan Lowrey Berkshire TBO-1. Baba O'Riley měla být skladba, kterou by zpíval Ray, skotský farmář na začátku alba jak shromažďuje svou ženu Sally a jeho dvě děti, aby začali jejich exodus do Londýna. Když byl Lifehouse vyřazen většina songů byla později vydána na albu Who's Next (1971). Baba O'Riley se stala první písní na Who's Next. V několika evropských zemích byla vydána jako singl, ale ve Spojených státech a Spojeném království byla vydána pouze jako součást alba.
Bubeník Keith Moon dostal nápad přidání houslí v závěrečné části skladby v níž změní svůj styl z rocku do irského folk-style beatu. Dave Arbus (East od Eden) je hrál na studiové nahrávce a na koncertě je nahradili Rogerem Daltreym a foukací harmonikou. Na koncertě v Royal Albert Hall (2000) hrál housle Nigel Kennedy.
Houslové sólo je založeno na indické klasické hudbě jako pocta Meheru Babovi, indickému mystikovi, který inspiroval tuto píseň.
Doprovodná stopa byla odvozena z hloubi konceptu Lifehouse. Towhshend chtěl vzít životní informaci Mehera Baby a vložit ji do syntetizátoru, který by generoval hudbu založenou na té informaci. Tato hudba měla být backing track pro Baba O'Riley, ale nakonec Towhshend pro vytvoření backing tracku použil varhany Lowrey Bekshire TBO-1 a jejich funkci "Marimba Repeat".
V roce 2004 byla skladba Baba O'Riley použita jako úvodní znělka v seriálu Kriminálka New York. Objevila se také v seriálu Dr. House, kde si ji s velkým zápalem a nadšením pouští hlavní postava seriálu, Dr. Gregory House.

## Teenage Wasteland
Skladba bývá často chybě nazývána "Teenage Wasteland" podle fráze, která se v ní často opakuje. Teenage Wasteland byl vlastně pracovní název pro skladbu v jejích prvních inkarnacích. Později byl název Teenage Wasteland přiřazen úplně jiné, ale související skladbě od Townshenda, která je pomalejší, obsahuje více textu a akordů. Verze "Teenage Wasteland" se vyskytuje na The Lifehouse Chronicles (2000), což je sada šesti disků souvisejících s projektem Lifehouse.

## Ocenění
- Baba O'Riley náleží na 340. místě do seznamu Rolling Stone's 500 Greatest Songs of All Time.
- Je také v Rock and Roll Hall of Fame (Rock and rollová síň slávy) jako jedna z 500 Songs That Shaped Rock and Roll (500 skladeb, které formovaly Rock and Roll)